# Tonči Gabrić
Tonči Gabrić (Split, 1961. november 11. – Split, 2024. október 28.) válogatott horvát labdarúgó, kapus.
A horvát válogatott tagjaként részt vett az 1996-os Európa-bajnokságon.

## Sikerei, díjai
Hajduk Split
- Horvát bajnok (1): 1994–95
- Horvát kupa (1): 1994–95
- Horvát szuperkupa (1): 1994